# عبد الله الأبيض
عبد الله حسن الأبيض مواليد 19 ديسمبر 1992، هو لاعب كرة قدم سعودي.

## مسيرة اللاعب
لعب سابقاً في نادي النور ونادي الهدى.